# Prażmo
Prażmo (cz. Pražmo, niem. Pražma) – wieś gminna w kraju morawsko-śląskim, w powiecie Frydek-Mistek w Czechach. Miejscowość leży na historycznym Śląsku Cieszyńskim, w Beskidzie Morawsko-Śląskim nad rzeką Morawką.

## Historia
Wieś została założona przez Jana Napomucena Prażmo, ówcześnego właściciela frydeckiego państwa stanowego w 1777 roku pod nazwą Praschma, z wydzielenia z części terytorium Morawki i Raszkowic. W 1807 w pobliżu starego drewnianego kościoła wybudowano kościół murowany z 1762 wybudowano nowy kościół murowany, obecnie kościół parafialny parafii św. Jana Nepomucena w Morawce.
Według austriackiego spisu ludności z 1910 roku Prażmo miało 471 mieszkańców, z czego 470 było zameldowanych na stałe, 453 (96,4%) było czesko-, 16 (3,4%) niemiecko- i 1 (0,2%) polskojęzyczna, a w podziale wyznaniowym 464 (98,5%) było katolikami, 2 (0,4%) ewangelikami a 5 (1,1%) było wyznawcami judaizmu.